# Jadro
Jadro (lat. Iader), također i Solinčica, rijeka u Splitsko-dalmatinskoj županiji koja izvire na području Klisa, a teče kroz grad Solin. Izvor joj je oko 9 kilometara od grada Splita.

## Opis
Izvire u podnožju planine Mosor i teče solinskim poljem. Duljine je 4,5 km, no iznimno je bogata vodom, pa tako napaja vodom i Split, Kaštela i Trogir. Utječe u Jadransko more, na području Kaštelanskog zaljeva.
Endemska vrsta Jadra je jadranska pastrva koja se trenutno nalazi u opasnosti zbog tzv. kalifornijske pastrve.

## Povijest
Solinjani Jadro zovu i "Solinska rika". Izvor rijeke Jadra koristio se još u antici za opskrbu vodom, putem akvedukta, rimske Salone i Dioklecijanove palače. Zbog njena značaja i događaja iz starohrvatske povijesti, nazivaju je i hrvatskim Jordanom. Na njoj se nalazi Gospin Otok na kojem je hrvatski povjesničar i arheolog don Frane Bulić (1846. – 1934.) otkrio brojne nalaze iz starohrvatskog razdoblja, uključujući ulomke s epitafom na sarkofagu kraljice Jelene († 976.), značajne za utvrđivanje kronologije srednjovjekovne hrvatske povijesti i rodoslovlje dinastije Trpimirovića.

## Vanjske poveznice
- Jadro Hrvatska enciklopedija
- Jadro Proleksis enciklopedija